# Municipio de Brookfield (Minnesota)
El municipio de Brookfield (en inglés: Brookfield Township) es un municipio ubicado en el condado de Renville en el estado estadounidense de Minnesota. En el año 2010 tenía una población de 156 habitantes y una densidad poblacional de 1,67 personas por km².

## Geografía
El municipio de Brookfield se encuentra ubicado en las coordenadas 44°51′45″N 94°40′54″O / 44.86250, -94.68167. Según la Oficina del Censo de los Estados Unidos, el municipio tiene una superficie total de 93.6 km², de la cual 93,59 km² corresponden a tierra firme y (0,02 %) 0,02 km² es agua.

## Demografía
Según el censo de 2010, había 156 personas residiendo en el municipio de Brookfield. La densidad de población era de 1,67 hab./km². De los 156 habitantes, el municipio de Brookfield estaba compuesto por el 99,36 % blancos, el 0,64 % eran isleños del Pacífico. Del total de la población el 0 % eran hispanos o latinos de cualquier raza.